# Haplochromis graueri
Haplochromis graueri е вид лъчеперка от семейство Цихлиди (Cichlidae).

## Разпространение
Видът е разпространен в Бурунди, Демократична република Конго и Руанда.